# Acricotopus longipalpus
Acricotopus longipalpus är en tvåvingeart som beskrevs av Reiss 1968. Acricotopus longipalpus ingår i släktet Acricotopus och familjen fjädermyggor.
Artens utbredningsområde är Nepal. Inga underarter finns listade i Catalogue of Life.